# Maliattha pratti
Maliattha pratti là một loài bướm đêm trong họ Noctuidae.